# Пламен Атанасов
Пламен Асенов Атанасов е български офицер, генерал-лейтенант.

## Биография
Роден е на 30 юни 1959 г. в Асеновград. През 1981 г. завършва Висшето народно военно училище във Велико Търново с профил мотострелкови войски. Служи като командир на първи мотострелкови взвод от втора мотострелкова рота в град Средец. От 1984 до 1987 г. е командир на мотострелкова рота, а след това до 1988 г. е началник-щаб на батальон в двадесет и втори мотострелкови полк. В периода 1988 – 1991 г. учи във Военната академия „Фрунзе“ в СССР. От 1991 до 1992 г. е командир на мотострелкови батальон. Между 1992 и 1995 г. е заместник-началник на щаба на двадесет и втори мотострелкови полк, началник на щаба на полка (1995 – 2001), а от 2001 до 2002 г. е командир на полк. Между 2002 и 2004 г. е началник-щаб на 2-ра механизирана бригада в Стара Загора. През 2005 г. завършва Военната академия в София. На 22 декември 2005 г. е назначен за командир на тринадесета танкова бригада. На 25 април 2006 г. е освободен от длъжността командир на 13-а бронетанкова бригада, считано от 1 юни 2006 г. Между 2008 и 2014 г. работи в Щаба на Сухопътните войски като е бил началник на отдел „Оперативен“ в щаба и в командването на войските. От 2012 г. е национален командир на българския контингент в Кабул, Афганистан. От 28 април 2014 г. е назначен на длъжността началник на щаба на Сухопътните войски и удостоен с висше офицерско звание бригаден генерал, двете считани от 30 юни 2014 г.
От ноември 2015 г. до 30 юни 2018 г. е заместник-началник на отбраната., когато е освободен и от военна служба. С указ № 232 от 1 юли 2016 г. е удостоен с висше офицерско звание генерал-лейтенант, считано от 30 октомври 2016 г. На 21 ноември 2018 г. е назначен за заместник изпълнителен директор на Изпълнителна агенция „Военни клубове и военно-почивно дело“.
С указ № 211 от 21 август 2018 година е награден с Орден „За военна заслуга“ I степен „за големите му заслуги за развитието и укрепването на Българската армия, за дългогодишната му и безупречна служба и за приноса му за националната сигурност на Република България“.

## Образование
- ЕСПУ – гр. Асеновград – до 1977
- Висше народно военно училище – 1977 – 1981
- Военна академия „Фрунзе“ – до 1991
- Генералщабен факултет – ВА „Г. С Раковски“ – до 2005

## Военни звания
- Лейтенант (1981)
- Старши лейтенант (1984)
- Капитан (1988)
- Майор (1993)
- Подполковник (1996)
- Полковник (2002)
- Бригаден генерал (30 юни 2014)
- Генерал-майор (2015)
- Генерал-лейтенант (30 октомври 2016)

## Награди
- Орден „За военна заслуга“ I степен (2018)
- Награден знак „За вярна служба под знамената“ – II степен
- Награден знак „За отлична служба“ – I степен